# Reflections Records
Reflections Records is een Nederlands platenlabel dat zich voornamelijk op hardcore punk richt. Het in Arnhem gevestigde label begon in 1994 als een fanzine. In 1998 werd een 7-inch-compilatie toegevoegd aan een nummer en deze actie had zoveel succes, dat besloten werd een platenlabel te beginnen. Het label groeide in de jaren erna uit tot een van de grootste hardcore-labels van het continent.
Het label brengt muziek uit in verschillende genres, van old-school hardcore tot metal en indierock. Ook brengt het in licentie muziek van buiten Europa uit.
Groepen die op het label uitkwamen zijn onder meer 108, The Automatic, Blacklisted, Circle, Count Me Out, Daughters, Doomriders, Ensign, Face Tomorrow, Give Up the Ghost, Good Clean Fun, Kill Your Idols, Malkovich, Modern Life Is War, Psyopus, Ritual, Stretch Arm Strong, The Suicide File, The Red Chord, Time In Malta en Zegota.
In 2006 werd het 10-jarig jubileum gevierd met een reeks festivals.